# Gråvattrad tapakul
Gråvattrad tapakul (Scytalopus argentifrons) är en fågel i familjen tapakuler inom ordningen tättingar.

## Utseende och läte
Tapakuler är små och knubbiga kortstjärtade fåglar med mestadels grå fjäderdräkt som kilar omkring på marken som möss. Gråvattrad tapakul är den enda tapakulen i sitt utbredningsområde. Hanen har ett tydligt vitaktigt ögonbrynstreck och brunare flanker med mörka tvärband. Honan saknar ögonbrynsstrecket, men känns lätt igen på beteendet och den övervägande mörka fjäderdräkten. Sången består av en serie tjippande ljud som börjar snabbt och sedan saktar in men ökar i ljudstyrka.

## Utbredning och systematik
Gråvattrad tapakul förekommer i södra Centralamerika. Den delas in i två distinkta underarter med följande utbredning:
- Scytalopus argentifrons argentifrons – förekommer i bergsskogar i Costa Rica och västra Panama (Chiriquí)
- Scytalopus argentifrons chiriquensis – förekommer i bergsskogar i västra Panama (östra Chiriquí och östra Veraguas)

## Levnadssätt
Gråvattrad tapakul hittas i undervegetation i skog. Där håller den sig på eller nära marken och kan vara mycket svår att få syn på.

## Status
Arten har ett begränsat utbredningsområde, men beståndet tros vara stabilt. IUCN kategoriserar arten som livskraftig. Beståndet uppskattas till i storleksordningen 50 000 till en halv miljon vuxna individer.